# 세르비아 구국정부
세르비아 구국정부(세르비아어: Vlada narodnog spasa, Влада народног спаса, 독일어: Regierung der nationalen Rettung) 또는 네디치 정권(Nedić regime)은 제2차 세계 대전 시기 세르비아 지역의 독일군 군부통치령 지역에 만들어진 인민위원 정부에 이은 두 번째 세르비아계 괴뢰국이다. 이 정권은 세르비아가 독일 군부통치를 받게 된 1941년 8월 29일부터 1944년 10월까지 존속했다. 네디치 정권은 독일로부터 약간의 지원을 받았다. 이 정권의 총리는 장군 밀란 네디치가 맡았다. 세르비아 구국정부는 1944년 10월 첫주 베오그라드 공세가 이루어져 세르비아 지역에서 독일군이 철수하자 베오그라드에서 오스트리아의 키츠뷜로 수도를 옮겼다. 네디치 자신은 오스트리아에서 미군에게 체포되었고, 이어 유고슬라비아 공산당에게 인도된 이후 미군은 전후 전범재판에서 중요 목격자로 나오기 위해 구금을 풀어달라고 요청했다. 유고슬라비아 정부는 미국의 요청을 거부하고 1946년 2월 4일 베오그라드의 한 병원에서 사망한다.

## 같이 보기
- 우지체 공화국
- 이탈리아령 몬테네그로
- 크로아티아 독립국

## 참고 문헌

### 책
- Bond, Brian; Roy, Ian (1977). 《War and society: a yearbook of military history, Volume 2》. Taylor & Francis. ISBN 978-0-85664-404-7.
- Deroc, Milan (1988). 《British Special Operations explored: Yugoslavia in turmoil, 1941-1943, and the British response Volume 242 of East European monographs》. East European Monographs, University of Michigan. ISBN 978-0-88033-139-5.
- Boško N. Kostić, Za istoriju naših dana, Lille, France, 1949
- Olivera Milosavljević, Potisnuta istina - Kolaboracija u Srbiji 1941-1944, Beograd, 2006
- Pavlowitch, Stevan K. (2002). 《Serbia: the History behind the Name》. London: C. Hurst & Co. Publishers. ISBN 978-1-85065-476-6.
- Ramet, Sabrina P.; Lazić, Sladjana (2011). 〈The Collaborationist Regime of Milan Nedić〉.   Ramet, Sabrina P.; Listhaug, Ola. 《Serbia and the Serbs in World War Two》. London: Palgrave Macmillan. 17–43쪽. ISBN 0-23027-830-2.
- Tomasevich, Jozo (2001). 《War and Revolution in Yugoslavia, 1941-1945: Occupation and Collaboration》 2. San Francisco: Stanford University Press. ISBN 0-8047-3615-4.
- United Kingdom Naval Intelligence Division (1944). 《Jugoslavia: History, peoples, and administration》. Michigan: University of Michigan.

### 저널
- Brborić, Ivan (2010). “Ministarski savet Milana Nedića decembar 1941 - novembar 1942”. 《Istorija 20. veka》 28 (3): 169–180.
- Hehn, Paul N. (1971). “Serbia, Croatia and Germany 1941-1945: Civil War and Revolution in the Balkans”. 《Canadian Slavonic Papers》 (University of Alberta) 13 (4): 344–373. 2012년 4월 8일에 확인함.
- Koljanin, Dragica (2010). “U službi 'Novog poretka' - osnovno školstvo i udžbenici istorije u Srbiji (1941-1944)”. 《Istraživanja》 21: 395–415.